# Calyptranthes flavoviridis
Calyptranthes flavoviridis es una especie de planta fanerógama perteneciente a la familia Myrtaceae. Es originaria de Cuba.

## Distribución
Se encuentra en la Provincia de Pinar del Río en la Sierra de los Órganos.

## Taxonomía
Calyptranthes flavoviridis fue descrita por Ignatz Urban y publicado en Symbolae Antillanae seu Fundamenta Florae Indiae Occidentalis 9: 477. 1928.